# Szamil Ożajew
Szamil Leczajewicz Ożajew (ros. Шамиль Лечаевич Ожаев; ur. 4 sierpnia 1998) – rosyjski, a od 2024 roku kazachski zapaśnik walczący w stylu klasycznym. 
Zajął trzynaste miejsce na mistrzostwach Europy w 2020. Brązowy medalista mistrzostw Azji w 2025. Triumfator wojskowych MŚ w 2021. 
Trzeci na MŚ U-23 w 2021. Mistrz Europy U-23 w 2021. Mistrz Rosji w 2020; drugi w 2021 roku. 